# Direct-to-video
Direct-to-video (ang. bezpośrednio na wideo) – film wydany bezpośrednio na rynek kina domowego, z pominięciem dystrybucji kinowej bądź emisji w telewizji. Chociaż wszystkie najważniejsze studia filmowe zakończyły dystrybucję filmów na kasetach VHS, przenosząc się na nośniki DVD i Blu-ray, terminy direct-to-DVD czy direct-to-Blu-ray używane są rzadziej, jako alternatywa.
Filmami wydawanymi bezpośrednio na rynek kina domowego często są tzw. cheapquele (ang. cheap – tani, człon quel stosowany jest w teorii filmowej) – specyficzna odmiana kontynuacji, charakteryzująca się niższym od oryginalnego filmu budżetem, często stanowiące kontynuację popularnych horrorów. Cheapquele powstają zazwyczaj w momencie, w którym film (najczęściej element serii) odnosi porażkę finansową i zniechęceni twórcy decydują się zamknąć serię. Jest to okazja dla reżyserów filmów klasy B, którzy kierują zazwyczaj cykl w nowym, niekoniecznie prowadzącym do sukcesu kierunku, wydając swoje produkcje na rynku video. Czasem zdarza się, że cheapquele są tak złe lub nie mają na tyle wspólnego z poprzednimi filmami z serii, że nie zostają zaakceptowane przez odbiorców jako kontynuacje pierwowzorów. Cheapquelami można określić m.in. filmy Ulice strachu: Krwawa Mary, Osiem milimetrów 2, Efekt motyla 2 i Szkoła uwodzenia 2 (będący także prequelem).
Często filmy wydane na rynku video trafiają również do telewizji. Tak było w przypadku cheapqueli Uniwersalnego żołnierza – filmów Uniwersalny żołnierz II: Towarzysze broni i Uniwersalny żołnierz III: Niewyrównane rachunki. Filmy te poprzedzały Uniwersalnego żołnierza: Powrót, który de facto jest cheapquelem, ale nie telewizyjnym.
Popularne jest również wydawanie bezpośrednio na DVD, dawniej na video, parodii wielkich kinowych hitów, również charakteryzujących się mniejszym budżetem, bądź tzw. mockbusterów. Taką formę dystrybucji często stosują również początkujący filmowcy.